# Albert Graefle

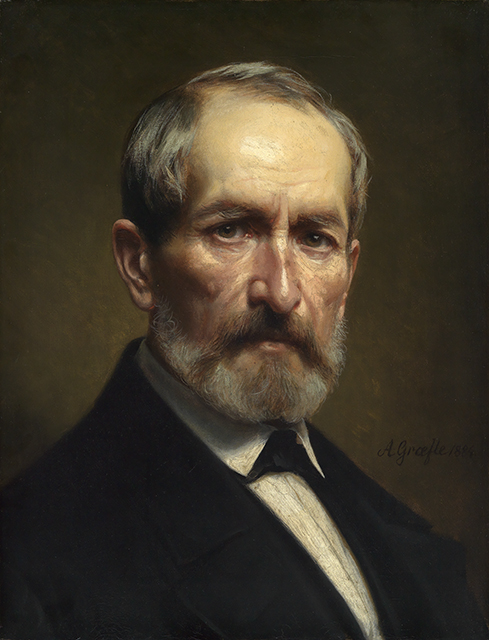
Albert Gräfle Selbstbildnis (1884)

Albert Graefle (* 2. Mai 1809 in Freiburg im Breisgau; † 27. Dezember 1889 in München) war ein deutscher Historien- und Porträtmaler.

## Leben
Um 1825 nahm Graefle ein Studium an der Universität Freiburg i.Br. auf. Er erhielt Zeichenunterricht durch den badischen Hofmaler Franz Joseph Zoll. Ab 1827 erfolgte ein Studium an der Kunstakademie in München, wo er ersten Kontakt zu seinem späteren Lehrer Franz Xaver Winterhalter hatte. Zwischen 1839 und 1848 war Graefle in Paris, wo er in das Atelier von Winterhalter als dessen Schüler und Gehilfe eintrat. Anschließend Tätigkeit als Porträt- und Historienmaler, ab 1846 Teilnahme am Pariser Salon. 1852 siedelte er nach München über und war dort vor allem als Porträtmaler und als Leiter einer Kunstschule tätig.

## Werke (Auswahl)
- Seitenporträt des Komponisten Frédéric Chopin, um 1840, Öl/Holz, 27 × 22 cm, Paris, Privatsammlung (Idzikowski/Sydow 1953, S. XXI) (Taf. XXXI)
- Femme de Sorrente, Verbleib unbekannt; Vorlage zu: Émile Lassalle, Femme de Sorrente nach Albert Graefle, 1844, Lithographie, 45 × 63 cm, SNR-3–GRAEFLE, A., Paris, Bibliothèque Nationale de France, Département des Estampes et de la photographie